# Bidsprinkhaankreeften
Bidsprinkhaankreeften (Stomatopoda; vert. mond-potigen) zijn carnivore mariene kreeftachtigen (Crustacea) met een sterk ontwikkeld tweede paar maxillipeden of kaakpoten, die klauwen of knotsen dragen. Deze kunnen met grote snelheid en kracht vooruit geworpen worden. Daarmee vangt of doodt de bidsprinkhaankreeft razendsnel prooien waardoor hij lijkt op het insect de bidsprinkhaan waar hij zijn naam aan te danken heeft. Sommige bidsprinkhaankreeften bezitten kogelachtige voorpoten die met hoge snelheid vooruitgeworpen worden om de prooi te verdoven of te doden.

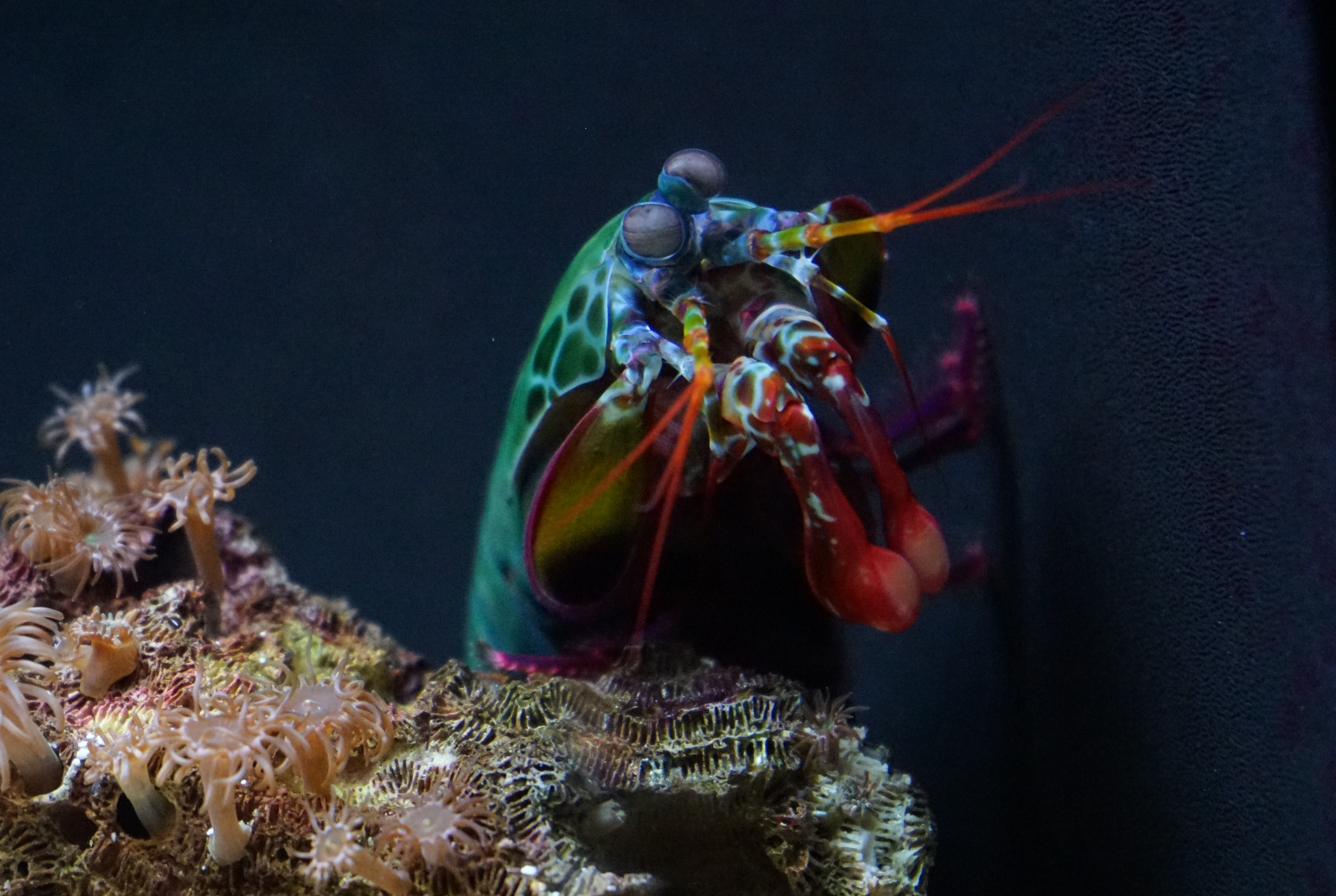
Bidsprinkhaankreeft in het Nationale Aquarium (Baltimore), waar duidelijk de ogen en de knotsen te zien zijn.

 De Stomatopoda scheidden zich zo'n 400 miljoen jaar geleden van andere groepen binnen de klasse Malacostraca en kent meer dan 520 levende soorten. Alle levende soorten worden in één onderorde, de Unipeltata, ondergebracht. De twee andere onderordes zijn de uitgestorven Palaeostomatopodea en Archaeostomatopodea.
De bidsprinkhaankreeften zijn een van de meest efficiënte roofdieren onder de kreeftachtigen. Ze zijn de belangrijkste roofdieren in laag zeewater in tropicale en subtropicale mariene habitats. Ze kunnen opvallende en veelzijdige kleuren hebben en dragen uitzonderlijke ogen op stelen die onafhankelijk van elkaar kunnen waarnemen met een gevoeligheid voor een groot scala aan verschillende kleuren, UV-licht en voor de polarisatie van het licht.

## Bouw

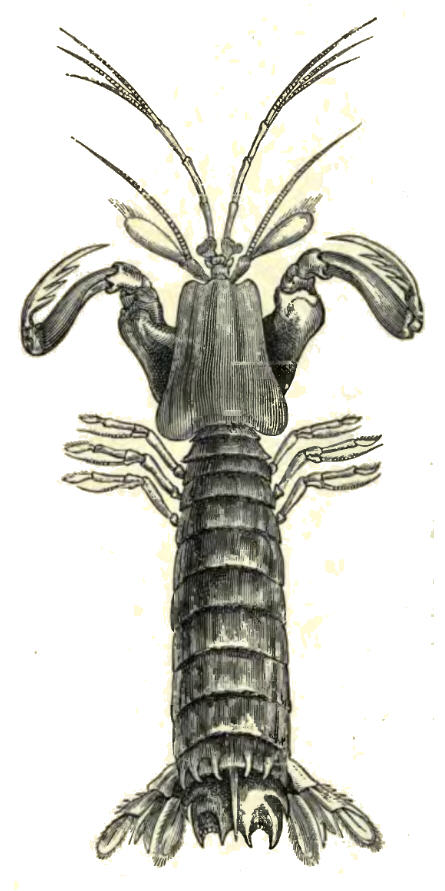
Tekening van bidsprinkhaankreeft met links en rechts van het borststuk de roof-klauwen.

De verschillende soorten bidsprinkhaankreeften hebben ongeveer hetzelfde bouwplan, terwijl er enorme diversiteit is in grootte en kleur, van onopvallend tot bijzonder kleurrijk. Ze bezitten langwerpige lichamen, met vooraan de thorax of het borststuk gevolgd door een geplet en gesegmenteerd achterlijf. 

### Kaakpoten
In het geval de bidsprinkhaankreeften zich voeden met zachte zeedieren, bestaat het tweede paar poten uit vangpoten of roof-klauwen met stekels waarmee de prooi gespiest kan worden. Bij dieren die zich voeden met tweekleppigen of andere kreeftachtigen met harde schalen en exoskeletten, eindigen deze poten met knotsen, waarmee schelpen kapot geslagen kunnen worden. De acceleratie waarmee de knots uitgeworpen wordt kan meer dan 100.000 m/s2 bedragen met een snelheid van 110 km/h. Behalve de klap die de prooi ontvangt ontstaan er op hetzelfde moment cavitatiebellen, die imploderen en daarbij schokgolven en lokaal extreem hoge temperaturen veroorzaken. Deze vrijgekomen energie brengt extra schade toe aan de prooi.

### Ogen

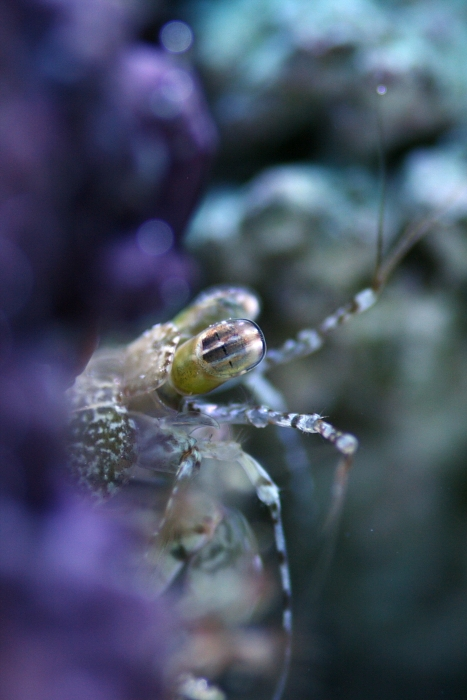
Close up van een oog van Pseudosquilla ciliata. Het oog is verdeeld in drie secties.

De ogen van de bidsprinkhaankreeften zijn uiterst gespecialiseerd en hoogontwikkeld. Ze zitten op stelen en kunnen onafhankelijk van elkaar bewegen. De ogen hebben verschillende belangrijke kenmerken:
- Ze zijn gevoelig voor een heel scala aan golflengtes van zichtbaar licht tot UV-straling en ook voor gepolariseerd licht;
- Elk oog kan onafhankelijk van het ander diepte zien.

De ogen van de bidsprinkhaankreeften bevatten tot wel 21 fotoreceptoren. De mens heeft er 3, voor rood, groen en blauw. Vogels en vlinders hebben 4 tot 5 fotoreceptoren waarmee ze behalve voor ons zichtbaar licht, ook UV-licht kunnen zien. Met hun 16 tot 21 fotoreceptoren kunnen bidsprinkhaankreeften veel verschillende golflengtes van zichtbaar licht (400 - 700 nm), UV-licht (300 nm) en circulair gepolariseerd licht zien. Het zijn facetogen ofwel, samengestelde ogen, die bestaan uit tienduizenden ommatidia waarvan elk clusters fotoreceptoren bevatten. Met de verschillende gevoeligheden van de 16 tot 21 fotoreceptoren wordt een tijdelijke scan gemaakt van een object waardoor er een extreem snelle kleurherkeninning plaatsvindt die vervolgens naar het zenuwstelsel wordt doorgestuurd. De verwerking van de informatie vindt plaats aan de voorkant van het visuele systeem. Bij ogen zoals die van de mens daarentegen vindt de verwerking plaats aan de achterkant van het visuele systeem. Het onderscheid tussen de verschillende golflengtes wordt in dit geval gemaakt door de fotoreceptoren die elk apart hun signaal naar de hersenen sturen waar de kleurgevoelige neuronen het oppakken en het beeld samenstellen. De ogen van de bidsprinkhaankreeften zijn daarmee directer en sneller dan die van de mens bijvoorbeeld, maar de mens heeft een beter onderscheidingsvermogen van de kleuren.
De meeste dieren maken gebruik van stereopsis en zien diepte met twee ogen. De ogen van de bidsprinkhaankreeften hebben een unieke eigenschap, namelijk "trinoculaire" visie, zodat ze met elk oog apart diepte kunnen zien. Het oog is namelijk opgedeeld in drie secties. Met de buitenste twee hemisferen kunnen de ommatidia informatie verzamelen over diepte, lineaire polarisatie en lichtintensiteit, terwijl ze in de dunne middenband informatie verzamelen over kleur en circulaire polarisatie.

## Onderorden
- Archaestomatopodea †
- Palaeostomatopodea †
- Unipeltata